# زهیر الذوادی
زهیر الذوادی (انگلیسی: Zouheir Dhaouadi؛ زاده ۱ ژانویهٔ ۱۹۸۸) یک بازیکن فوتبال اهل تونس است.
وی همچنین در تیم ملی فوتبال تونس بازی کرده است.